# 上野学園短期大学
上野学園短期大学（うえのがくえんたんきだいがく、英語: Ueno Gakuen Junior College）は、東京都台東区東上野4-24-12に本部を置く日本の私立大学。1904年創立、1952年大学設置。

## 概要
- 東京都台東区に所在する日本の私立短期大学で、設置主体は学校法人上野学園[1]。
- 1952年に上野学園短期大学として開学。元は独立型の短期大学だったが、上野学園大学の開学により併設型となり、最多で3学科を擁していた時期もあったが、1学科体制に縮小された。

### 建学の精神
- 上野学園の建学の精神は「自覚」である。

### 教育及び研究
- 音楽科があり、音楽療法士の養成課程があるのが特徴である。入学定員は50名と小規模である。
- 音楽科学生を対象としたコーラス発表会が行われている。過去には、家政科の学生を対象とした「昼餐会」も催されていた。

## 沿革
- 1904年
  - 11月21日 上野女学校創立
- 1910年
  - 9月26日 財団法人私立上野高等女学校を創設
- 1946年
  - 4月11日 財団法人上野学園に改称。上野女子高等学院を設置（文化科・家政科）
- 1951年
  - 2月10日 学校法人上野学園に変更[2]。
- 1952年
  - 3月5日 左記を以て文部省[注 2]より短期大学の設置が認可される[3]。
  - 4月1日 東京都台東区上野にて上野学園短期大学（うえのがくえんたんきだいがく）として以下の学科体制にて開学する[注 3]。
    - 音楽科 
      - 器楽専攻 入学定員18名
      - 声楽専攻 入学定員10名
      - 作曲楽理専攻 入学定員３名
- 1954年
  - 5月1日 学生数[5]/定員
    - 音楽科 82[注釈 1]/62
- 1955年
  - 3月30日 専攻科に以下の課程を置く[6]。
    - 音楽専攻
      - 器楽 入学定員10名
      - 声楽 入学定員7名
      - 作曲楽理 入学定員3名
- 1956年
  - 4月1日 以下の学科を増設[7]。
    - 家政科 入学定員80名
- 1957年
  - 4月1日 本年度をもって音楽科（器楽専攻・声楽専攻・作曲楽理専攻）の学生募集を終了[注 4]。
- 1958年
  - 5月1日 学生数[10]/定員
    - 音楽科 64[注釈 1]/31
    - 家政科 62[注釈 1]/160
- 1959年
  - 3月31日 左記をもって音楽科を発展的に解消する[11]。
- 1960年
  - 4月1日 家政科の入学定員を80[12]→40[13]に減員。
- 1962年
  - 4月1日 家政科の入学定員を40→80に再増員[14]。
- 1962年
  - 5月1日 学生数[15]/定員
    - 家政科 196[注釈 1]/120
- 1966年
  - 4月1日 埼玉県草加市に以下の学科を再設置する[16]。
    - 音楽科 入学定員80名[注 5]

  - 5月1日 学生数[18]/定員
    - 音楽科 85[注釈 1]/80
    - 家政科 332[注釈 1]/120
- 1967年
  - 12月28日 専攻科の設置が認可され、以下の課程を置く[19]。
    - 音楽専攻 入学定員 入学定員20名
- 1985年
  - 4月1日 上野学園大学短期大学部と改称し、なおかつ以下の学科を増設する[注 6]。
    - 人文学科
      - 英語専攻 入学定員40名
      - 文化専攻 入学定員40名
- 1985年
  - 5月1日 学生数[22]/定員[23]
    - 音楽科 159[注釈 1]/160
    - 家政科 233[注釈 1]/160
    - 人文学科 80[注釈 1]/80
- 1992年
  - 4月1日 専攻科に以下の専攻課程を置く[24]。
    - 国際文化専攻

  - 5月1日 学生数[注 7]/定員
    - 音楽科 239[注釈 1]/160
    - 家政科 247[注釈 1]/160
    - 人文学科 239[注釈 1]/160
- 1994年
  - 4月1日 以下の学科及び専攻について、この年度で学生募集を最終とする[注 8]。
    - 人文学科
      - 英語専攻
      - 文化専攻

  - 5月1日 学生数[29]/定員
    - 音楽科 191[注釈 1]/160
    - 家政科 208[注釈 1]/160
    - 人文学科 191[注釈 1]/160
- 1995年
  - 5月1日 学生数[30]/定員
    - 音楽科 187[注釈 1]/160
    - 家政科 189[注釈 1]/160
    - 人文学科 187[注釈 1]/80
- 1996年
  - 7月31日 左記をもって人文学科が正式に廃止となる[31]。
- 1997年
  - 3月31日 左記をもって専攻科国際文化専攻が正式に廃止となる[31]。
- 1999年
  - 5月1日 学生数[32]/定員
    - 音楽科 85[注釈 1]/160
    - 家政科 90[注釈 1]/160
- 2004年
  - 4月1日 家政科の学生募集を最終とする[注 9]
- 2006年
  - 3月31日 左記をもって家政科が正式に廃止となる[34]
- 2007年
  - 4月1日 この年度の入学生より男女共学とする[1]。
- 2010年
  - 4月1日 音楽科の入学定員を80→50に減員[35]。
- 2011年
  - 4月1日 専攻科音楽専攻の入学定員を20→10に減員[36]。
- 2022年
  - 4月1日 専攻科音楽専攻が大学改革支援・学位授与機構の認定を受ける[1]。
- 2024年
  - 4月1日 上野学園短期大学に再改称する[1]。

## 基礎データ

### 所在地
- 東京都台東区東上野4-24-12

### 交通アクセス
- JR東日本上野駅　「入谷改札」より「入谷口」経由　徒歩約8分
- 東京メトロ日比谷線または銀座線上野駅　「1・2番出口」より　徒歩約8分
- 京成線京成上野駅より　徒歩10分
- つくばエクスプレス浅草駅より　徒歩10分

### 象徴
- 右記資料にあり[3]。

## 草加キャンパス
- 草加キャンパスの場所には、上野学園短期大学（当時）が移転してくる前に、上野学園草加高等学校があった。
- 草加キャンパスには、短期大学部ほか国際文化学部棟・図書館などがあった。移転後は日本音楽史研究所のみが残っていたが、それも上野へ移転し、草加市にあった上野学園の施設は全て消滅した。また草加キャンパスに付随して草加市内に大規模な学生寮が存在したが、草加キャンパスの移転後は学生寮も取り壊され、別地にあった草加市立病院が移転してきた。

## 教育および研究

### 組織

#### 学科
- 音楽科 入学定員50名

##### 学科の変遷
- 音楽科
  - 器楽専攻 入学定員18名[注釈 2]
  - 声楽専攻 入学定員10名[注釈 2]
  - 作曲楽理専攻 入学定員3名[注釈 2]
- 家政科 入学定員80名[注 10]
- 人文学科 
  - 英語専攻[注釈 3]
  - 文化専攻[注釈 3]

#### 専攻科
- 音楽専攻 入学定員10名
- 国際文化専攻

##### 初代専攻科
- 音楽専攻 
  - 器楽 入学定員10名[注釈 4]
  - 声楽 入学定員7名[注釈 4]
  - 作曲楽理 入学定員3名[注釈 4]

#### 別科
- なし

##### 取得資格
資格
- 音楽療法士二種資格が取得できるカリキュラムが組まれている。

教職課程
- 中学校教諭二種免許状
  - 音楽：音楽科にて設置されている[注 11]
  - 家庭：かつての家政科に設置されていた[42]。

### 研究
- 『上野学園大学短期大学部研究記要』[43]
- 福永淑子, 上野学園大学短期大学部『干しスルメイカの最適調理条件の検索』[44]ほか

## 大学関係者と組織

### 大学関係者組織
- 大学と同様、「校友会」なる組織がある。

### 大学関係者一覧

#### 大学関係者
- 石橋益恵：初代学長
- 石橋裕：現学長

#### 出身者
- 七瀬なつみ

## 対外関係

### 他大学との協定
- 放送大学[45]

### 系列校
- 上野学園大学
- 上野学園中学校・高等学校

## 卒業後の進路について

### 就職について
- 全学科を含めて、一般企業への就職者が多いものとなっていた。音楽科の卒業生は、ピアノ教室講師をはじめ音楽関連業界に就職する人が少なからずいるものとみられる。

### 編入学・進学実績
- 昨今では東京藝術大学がある[1]。